# كروتون أمازوني
كروتون أمازوني (الاسم العلمي: Croton amazonicus) هو نوع من النباتات يتبع جنس الكروتون من الفصيلة الفربيونية.